# Johan Öhagen
Johan Öhagen (24 novembre 1987) è un ex sciatore alpino svedese.

## Biografia
Attivo in gare FIS dal gennaio del 2003, Öhagen esordì in Coppa Europa il 7 febbraio 2007 a Sarentino in discesa libera (67º) e in Coppa del Mondo il 9 gennaio 2011 ad Adelboden in slalom speciale, senza concludere la prova; nel massimo circuito disputò la sua seconda e ultima gara il 5 marzo successivo, a Kranjska Gora, nuovamente senza concludere lo slalom speciale in programma. Si ritirò durante la stagione 2013-2014 e la sua ultima gara fu uno slalom gigante di Entry League disputato il 2 febbraio a Tärnaby, non completato da Öhagen; non ha preso parte a rassegne olimpiche o iridate.

## Palmarès

### Coppa Europa
- Miglior piazzamento in classifica generale: 152º nel 2011

### Australia New Zealand Cup
- Miglior piazzamento in classifica generale: 2º nel 2013
- 6 podi:
  - 2 vittorie
  - 3 secondi posti
  - 1 terzo posto

#### Australia New Zealand Cup - vittorie
| Data             | Località   | Paese         | Specialità |
| ---------------- | ---------- | ------------- | ---------- |
| 8 settembre 2010 | Mount Hutt | Nuova Zelanda | SL         |
| 7 settembre 2011 | Mount Hutt | Nuova Zelanda | SG         |

Legenda:

SG = supergigante

SL = slalom speciale

### Campionati svedesi
- 2 medaglie:
  - 2 argenti (slalom gigante nel 2010; discesa libera nel 2011)